# Cinco pistolas
Cinco pistolas (Five Guns West en inglés) es una película estadounidense wéstern de 1955 dirigida por Roger Corman basada en la Guerra Civil Norteamericana.
Es la primera película de Roger Corman, y gracias a ésta comenzó su carrera cinematográfica. Se rodó durante nueve días.

## Argumento
Cinco forajidos son perdonados a una condena de muerte por la horca gracias a un oficial confederado, a cambio de asaltar la diligencia donde viaja el jefe de inteligencia de la Confederación de California, Stephen Jethro (Jack Ingram), que ha robado una suma de dinero. Uno de los forajidos, Govern Sturges (John Lund), es realmente un oficial confederado, con el que se producirán enfrentamientos en un rancho que es propiedad de Mike (James Stone), tío de Shalee (Dorothy Malone).

## Reparto
- John Lund como Govern Sturges.
- Dorothy Malone como Shalee
- Touch Connors como Hale Clinton.
- R. Wright Campbell como John Morgan Candy.
- Jonathon Haze como William Billy Parcell Candy.
- Paul Birch como J. C. Haggard.
- James Stone como Mike, el tío de Shalee.
- Jack Ingram como Stephan Jethro.
- Larry Thor como el capitán confederado.
- Jack Bohrer.
- Boyd Red Morgan como Hoagie.
- Lionel C. Place.
- William Taylor.
- James Sikking como el sargento de la unión.